# Щепалин, Виктор Яковлевич
Ви́ктор Я́ковлевич Щепа́лин (1920, Ардатов, Нижегородская губерния — 14 сентября 1944, Эстония или Рига) — советский военнослужащий, младший лейтенант, военный лётчик, участник Великой Отечественной войны.

## Биография
Родился в 1920 году в городе (ныне рабочий посёлок) Ардатове Нижегородской губернии. Проживал вместе с матерью и старшей сестрой по адресу 2-я Полевая улица (ныне улица Пушкина), 23. Учился средне и был поздно принят в комсомол из-за задиристого характера, зато был лучшим спортсменом школы и уже к 16 годам имел значки «Ворошиловский стрелок», «Готов к труду и обороне» и «Отличник Осовиахима». После окончания школы в течение некоторого времени работал на металлургическом заводе в Выксе, затем в Ленинграде, откуда был призван в Красную армию. Был направлен в военное училище лётчиков в Чкаловской области, освоил пять типов самолётов. Во время обучения был комсоргом взвода и руководителем гимнастической секции. С 1943 года на фронте. В августе 1944 года принимал участие в боевых действиях на территории Прибалтики в составе 503 штурмового авиаполка. 14 сентября самолёт № 45106 в составе пилота Виктора Щепалина и стрелка-радиста Хакина Кужапнедова был подбит зенитной артиллерией. Горящий самолёт был направлен Щепалиным в склад боеприпасов противника. Согласно одним газетным публикациям, местом гибели Виктора Щепалина является населённый пункт Пори, Эстония, согласно другим — Рига, Латвия. В официальных документах информация о месте гибели отсутствует.

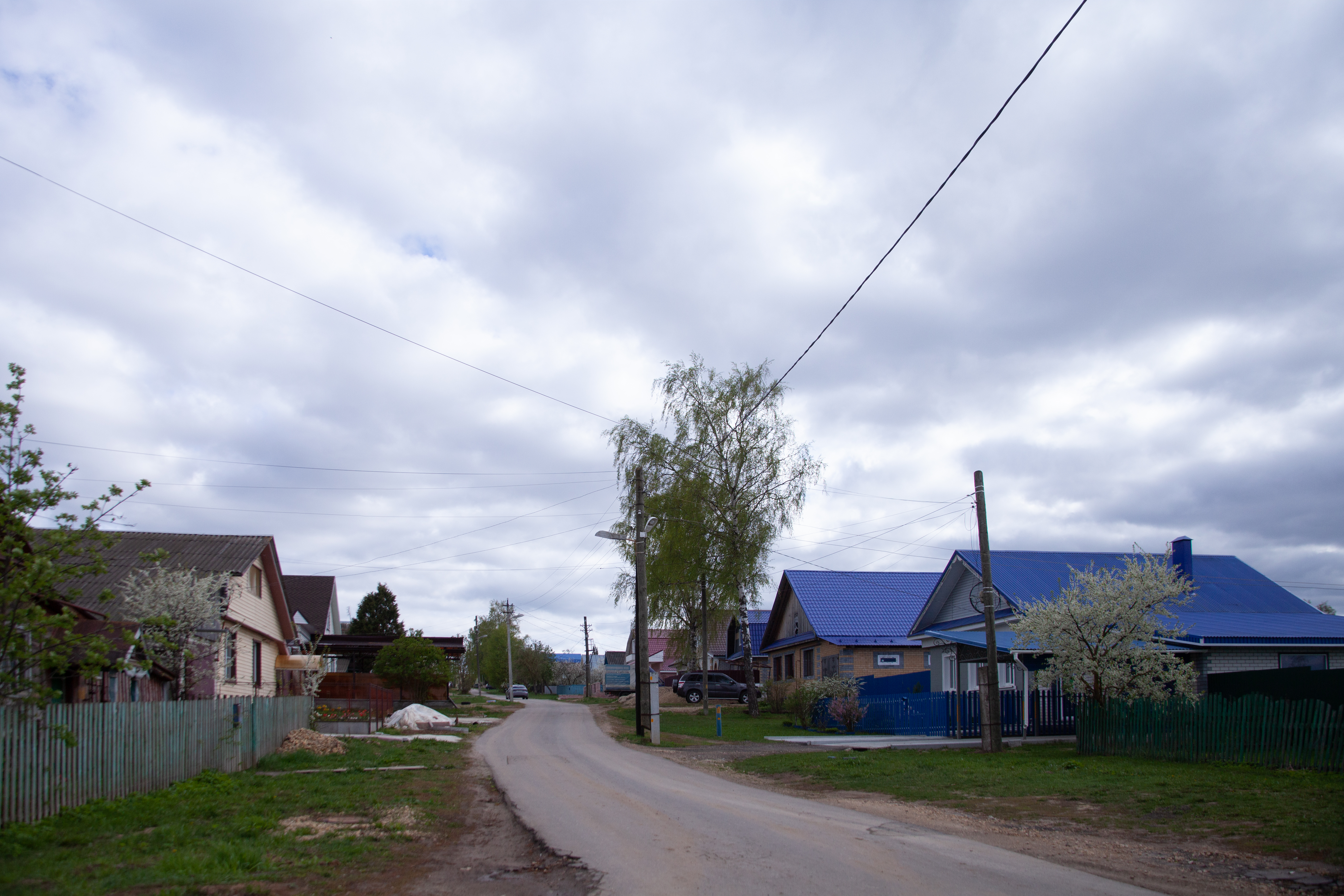
Улица Щепалина в Ардатове

## Память
В родном населённом пункте Виктора Щепалина — ныне рабочем посёлке Ардатове Нижегородской области его именем названа одна из улиц.

## Комментарии
1. ↑  Некоторые источники указывают написание фамилии как «Щипалин».
2. ↑  Некоторые источники, включая военно-учётные, указывают звание старший лейтенант.
3. ↑  Так в тексте.